# بخش چستر (شهرستان کلینتون، اوهایو)
بخش چستر (به انگلیسی: Chester Township) یک منطقهٔ مسکونی در ایالات متحده آمریکا است که در شهرستان کلینتون، اوهایو واقع شده‌است.
 بخش چستر ۸۲٫۷ کیلومتر مربع مساحت و ۱٬۹۶۷ نفر جمعیت دارد و ۳۰۵ متر بالاتر از سطح دریا واقع شده‌است.